# Advanced Functional Materials
Advanced Functional Materials è una rivista scientifica sottoposta a revisione paritaria e pubblicata dalla Wiley-VCH. Fondata nel febbraio 2001, la rivista ha iniziato a pubblicare mensilmente nel 2002 ed è passata a 18 numeri all'anno nel 2006, a due numeri a settimana nel 2008 e a un numero a settimana nel 2013.
Dal 1985 è stata pubblicata con altri titoli.

## Perimetro editoriale
Il perimetro editoriale della rivista comprende tutti gli argomenti relativi alla scienza dei materiali, includendo le seguenti tematiche: fotovoltaico, elettronica organica, materiali in carbonio, nanotecnologia, cristalli liquidi, materiali magnetici, superfici e interfacce e biomateriali. I formati di pubblicazione includono documenti di ricerca originali, articoli di approfondimento e di sintesi.

## Storia
È stata fondata nel 2001 da Peter Gregory, il redattore di Advanced Materials, quando furono interrotte le pubblicazioni della rivista Advanced Materials for Optics and Electronics della Wiley (iniziata nel 1992); la numerazione dei volumi è però continuata.
Advanced Functional Materials è la rivista gemella di Advanced Materials e pubblica articoli completi e articoli di approfondimento sullo sviluppo e le applicazioni dei materiali funzionali, inclusi argomenti di chimica, fisica, nanotecnologia, ceramica, metallurgia e biomateriali. Tra gli argomenti trattati più frequentemente dalla rivista figurano anche: cristalli liquidi, semiconduttori, superconduttori, ottica, laser, sensori, materiali porosi, LED, materiali magnetici, film sottili e colloidi.
L'attuale caporedattore è Joern Ritterbusch, che è succeduto a David Flanagan.

## Indicizzazione
Gli abstract e gli articoli sono indicizzati da:

- Thomson Reuters Web of Science
- CSA Illunina
- Chemical Abstracts Service (ACS)
- Compendex
- FIZ Karlsruhe Databases
- INSPEC
- Polymer Library
- SCOPUS (Elsevier)